# Шепардсвил (Кентаки)
Шепардсвил (енгл. Shepherdsville) град је у америчкој савезној држави Кентаки.

## Демографија
По попису из 2010. године број становника је 11.222, што је 2.888 (34,7%) становника више него 2000. године.
| Група             | 2000.         | 2010.          |
| Белци             | 8.061 (96,7%) | 10.656 (95,0%) |
| Афроамериканци    | 77 (0,9%)     | 111 (1,0%)     |
| Азијати           | 31 (0,4%)     | 62 (0,6%)      |
| Хиспаноамериканци | 62 (0,7%)     | 179 (1,6%)     |
| Укупно            | 8.334         | 11.222         |